# Дебрь (Калужская область)
Дебрь — село в Ульяновского района Калужской области России. Входит в состав сельского поселения «Село Ульяново».

## География
Расположено на левом берегу реки Вытебеть. 

## Топоним
Название населенного пункта связано со словом дебри — места, заросшие густым лесом. 

## История
В XVII веке через деревню проходила Столпицкая засека, входившая в состав Козельских засек — оборонительных сооружений Московской Руси от набегов крымских татар, представлявших собой лесные завалы. В XIX веки Дебри — владельческое село Козельского уезда с православной церковью.
Во время Великой Отечественной - место ожесточенных боёв. 

## Население
| 2002 | 2010 |
| ---- | ---- |
| 71   | ↘62  |

В 1960-е годы было более 200 домов, в 1986 году оставалось 86 семей, в 2012 — 2 коренных жителя и несколько семей беженцев-переселенцев из Северной Осетии.

## Инфраструктура
Еще в 1960-е годы в Дебрях было более 200 домов, школа, библиотека, клуб, магазины и ферма. 

### Воинское захоронение
Воинское захоронение находится на кладбище села и возникло в годы войны. На нем похоронены советские воины, погибшие в Дебри, Долгом и Дурнево и в их окрестностях. В 1972 году захоронение было реконструировано. Всего в могиле покоится прах 891 воина.
- Братская могила № 1 погибших и умерших от ран военнослужащих 5 сд: 17.07.1943 — Шмаков Н. П.; 15.07.1943 — Зубков Н. И. — увековечен в Дебрях; Чирков В. И.

## Транспорт
Селение доступно автотранспортом. Остановка общественного транспорта «Дебрь». 